# Victoria Carmen Sonne
Pour les articles homonymes, voir Sonne.
Victoria Carmen Sonne, née le 23 avril 1994 à Copenhague (Danemark), est une actrice danoise.

## Biographie
Victoria Carmen Sonne étudie à l'École nationale de théâtre du Danemark à Copenhague.

## Filmographie partielle
- 2024 : La Jeune Femme à l'aiguille (Pigen med nålen) de Magnus von Horn : Karoline

## Récompenses et distinctions
- Bodil de la meilleure actrice dans un second rôle 2017 pour I blodet
- Prix Robert de la meilleure actrice dans un second rôle 2018 pour Vinterbrødre (Winter Brothers)
- Bodil de la meilleure actrice 2019 pour Holiday